# جایزه بزرگ هلند ۲۰۲۲
جایزه بزرگ هلند ۲۰۲۲ (که به‌طور رسمی با نام فرمول ۱ هینیکن داچ گراند پری ۲۰۲۲ شناخته می‌شود) یک مسابقه اتومبیل‌رانی فرمول یک است که در تاریخ ۴ سپتامبر ۲۰۲۲ در پیست زاندفورت شهر زاندفورت کشور هلند برگزار می‌شود. این مسابقه پانزدهمین دور از مسابقات فرمول یک فصل ۲۰۲۲ است.

## زمینه

### جدول رده‌بندی قهرمانی قبل از مسابقه
ماکس فرستاپن پس از دور چهاردهم در بلژیک، با ۲۸۴ امتیاز، ۹۳ امتیاز بیشتر از هم‌تیمی خود سرجیو پرز در رده دوم و ۹۸ امتیاز بیشتر از شارل لکلرک در رتبه سوم، صدرنشین جدول قهرمانی رانندگان است. در جدول قهرمانی سازندگان، ردبول ریسینگ با ۴۷۵ امتیاز صدرنشین است. فراری با ۳۵۷ امتیاز و مرسدس با ۳۱۶ امتیاز در رده دوم و سوم قرار دارند.

### شرکت‌کنندگان
رانندگان و تیم‌ها همان لیست ورود به فصل هستند و هیچ راننده دیگری برای مسابقه حضور ندارد.

### انتخاب تایر
تأمین کننده تایر پیرلی ترکیبات سی۱، سی۲ و سی۳ (به ترتیب سخت، متوسط و نرم) را برای استفاده تیم‌ها در مسابقه اختصاص داده‌است.

### تغییرات پیست
دومین منطقه سامانه کاهش پسار (دی‌آر‌اس) طولانی شد و اکنون ۴۰ متر پس از پیچ ۱۳ شروع می‌شود. در نتیجه نقطه شناسایی پس از پیچ ۱۲، ۲۰ متر عقب‌تر منتقل شد.

## تمرین
قرار است سه جلسه تمرینی برای این جایزه بزرگ برگزار شود که هر جلسه یک ساعت طول می‌کشد. اولین و دومین جلسه تمرین روز جمعه ۲ سپتامبر در ساعت ۱۲:۳۰ و ۱۶:۰۰ به وقت محلی (یوتی‌سی ۲:۰۰+) و سومین جلسه تمرین شنبه ۳ سپتامبر ساعت ۱۲:۰۰ به وقت محلی برگزار می‌شود.

## تعیین خط
تعیین خط ساعت ۱۵:۰۰ به وقت محلی در تاریخ ۳ سپتامبر برگزار شد.

### رده‌بندی تعیین خط
| جایگاه              | راننده         | شماره | تیم                       | زمان‌ها    | زمان‌ها    | زمان‌ها    | نوبت نهایی |
| جایگاه              | راننده         | شماره | تیم                       | مرحله اول | مرحله دوم | مرحله سوم | نوبت نهایی |
| ------------------- | -------------- | ----- | ------------------------- | --------- | --------- | --------- | ---------- |
| ۱                   | ماکس فرستاپن   | ۱     | ردبول ریسینگ-آربی‌پی‌تی     | ۱:۱۱٫۳۱۷  | ۱:۱۰٫۹۲۷  | ۱:۱۰٫۳۴۲  | ۱          |
| ۲                   | شارل لکلرک     | ۱۶    | فراری                     | ۱:۱۱٫۴۴۳  | ۱:۱۰٫۹۸۸  | ۱:۱۰٫۳۶۳  | ۲          |
| ۳                   | کارلوس ساینز   | ۵۵    | فراری                     | ۱:۱۱٫۷۶۷  | ۱:۱۰٫۸۱۴  | ۱:۱۰٫۴۳۴  | ۳          |
| ۴                   | لوییس همیلتون  | ۴۴    | مرسدس                     | ۱:۱۱٫۳۳۱  | ۱:۱۱٫۰۷۵  | ۱:۱۰٫۶۴۸  | ۴          |
| ۵                   | سرجیو پرز      | ۱۱    | ردبول ریسینگ-آربی‌پی‌تی     | ۱:۱۱٫۶۴۱  | ۱:۱۱٫۳۱۴  | ۱:۱۱٫۰۷۷  | ۵          |
| ۶                   | جورج راسل      | ۶۳    | مرسدس                     | ۱:۱۱٫۵۶۱  | ۱:۱۰٫۸۲۴  | ۱:۱۱٫۱۴۷  | ۶          |
| ۷                   | لاندو نوریس    | ۴     | مک‌لارن-مرسدس              | ۱:۱۱٫۵۵۶  | ۱:۱۱٫۱۱۶  | ۱:۱۱٫۱۷۴  | ۷          |
| ۸                   | میک شوماخر     | ۴۷    | هاس-فراری                 | ۱:۱۱٫۷۴۱  | ۱:۱۱٫۴۲۰  | ۱:۱۱٫۴۴۲  | ۸          |
| ۹                   | یوکی سونودا    | ۲۲    | آلفاتاوری-آربی‌پی‌تی        | ۱:۱۱٫۴۲۷  | ۱:۱۱٫۴۲۸  | ۱:۱۲٫۵۵۶  | ۹          |
| ۱۰                  | لانس استرول    | ۱۸    | استون مارتین آرامکو-مرسدس | ۱:۱۱٫۵۶۸  | ۱:۱۱٫۴۱۶  | بدون زمان | ۱۰         |
| ۱۱                  | پیر گاسلی      | ۱۰    | آلفاتاوری-آربی‌پی‌تی        | ۱:۱۱٫۷۰۵  | ۱:۱۱٫۵۱۲  | —         | ۱۱         |
| ۱۲                  | استابان اوکون  | ۳۱    | آلپاین-رنو                | ۱:۱۱٫۷۴۸  | ۱:۱۱٫۶۰۵  | —         | ۱۲         |
| ۱۳                  | فرناندو آلونسو | ۱۴    | آلپاین-رنو                | ۱:۱۱٫۶۶۷  | ۱:۱۱٫۶۱۳  | —         | ۱۳         |
| ۱۴                  | گوانیو ژو      | ۲۴    | آلفارومئو-فراری           | ۱:۱۱٫۸۲۶  | ۱:۱۱٫۷۰۴  | —         | ۱۴         |
| ۱۵                  | الکساندر آلبون | ۲۳    | ویلیامز-مرسدس             | ۱:۱۱٫۶۹۵  | ۱:۱۱٫۸۰۲  | —         | ۱۵         |
| ۱۶                  | والتری بوتاس   | ۷۷    | آلفارومئو-فراری           | ۱:۱۱٫۹۶۱  | —         | —         | ۱۶         |
| ۱۷                  | دنیل ریکیاردو  | ۳     | مک‌لارن-مرسدس              | ۱:۱۲٫۰۸۱  | —         | —         | ۱۷         |
| ۱۸                  | کوین مگنوسن    | ۲۰    | هاس-فراری                 | ۱:۱۲٫۳۱۹  | —         | —         | ۱۸         |
| ۱۹                  | سباستین فتل    | ۵     | استون مارتین آرامکو-مرسدس | ۱:۱۲٫۳۹۱  | —         | —         | ۱۹         |
| ۲۰                  | نیکلاس لطیفی   | ۶     | ویلیامز-مرسدس             | ۱:۱۳٫۳۵۳  | —         | —         | ۲۰         |
| زمان ۱۰۷٪: ۱:۱۶٫۳۰۹ |                |       |                           |           |           |           |            |
| منابع:              |                |       |                           |           |           |           |            |

## مسابقه
این مسابقه ساعت ۱۵:۰۰ به وقت محلی، در تاریخ ۴ سپتامبر برگزار شد.

### رده‌بندی مسابقه
| جایگاه                                                                 | شماره | راننده         | سازنده                    | دور | زمان        | امتیاز |
| ---------------------------------------------------------------------- | ----- | -------------- | ------------------------- | --- | ----------- | ------ |
| ۱                                                                      | ۱     | ماکس فرستاپن   | ردبول ریسینگ-آربی‌پی‌تی     | ۷۲  | ۱:۳۶:۴۲٫۷۷۳ | ۲۶۱    |
| ۲                                                                      | ۶۳    | جورج راسل      | مرسدس                     | ۷۲  | ۴٫۰۷۱+      | ۱۸     |
| ۳                                                                      | ۱۶    | شارل لکلرک     | فراری                     | ۷۲  | ۱۰٫۹۲۹+     | ۱۵     |
| ۴                                                                      | ۴۴    | لوییس همیلتون  | مرسدس                     | ۷۲  | ۱۳٫۰۱۶+     | ۱۲     |
| ۵                                                                      | ۱۱    | سرجیو پرز      | ردبول ریسینگ-آربی‌پی‌تی     | ۷۲  | ۱۸٫۱۶۸+     | ۱۰     |
| ۶                                                                      | ۱۴    | فرناندو آلونسو | آلپاین-رنو                | ۷۲  | ۱۸٫۷۵۴+     | ۸      |
| ۷                                                                      | ۴     | لاندو نوریس    | مک‌لارن-مرسدس              | ۷۲  | ۱۹٫۳۰۶+     | ۶      |
| ۸                                                                      | ۵۵    | کارلوس ساینز   | فراری                     | ۷۲  | ۲۰٫۹۱۶+۲    | ۴      |
| ۹                                                                      | ۳۱    | استابان اوکون  | آلپاین-رنو                | ۷۲  | ۲۱٫۱۱۷+     | ۲      |
| ۱۰                                                                     | ۱۸    | لانس استرول    | استون مارتین آرامکو-مرسدس | ۷۲  | ۲۲٫۴۵۹+     | ۱      |
| ۱۱                                                                     | ۱۰    | پیر گسلی       | آلفاتاوری-آربی‌پی‌تی        | ۷۲  | ۲۷٫۰۰۹+     |        |
| ۱۲                                                                     | ۲۳    | الکساندر آلبون | ویلیامز-مرسدس             | ۷۲  | ۳۰٫۳۹۰+     |        |
| ۱۳                                                                     | ۴۷    | میک شوماخر     | هاس-فراری                 | ۷۲  | ۳۲٫۹۹۵+     |        |
| ۱۴                                                                     | ۵     | سباستین فتل    | استون مارتین آرامکو-مرسدس | ۷۲  | ۳۶٫۰۰۷+۳    |        |
| ۱۵                                                                     | ۲۰    | کوین مگنوسن    | هاس-فراری                 | ۷۲  | ۳۶٫۸۶۹+     |        |
| ۱۶                                                                     | ۲۴    | گوانیو ژو      | آلفارومئو-فراری           | ۷۲  | ۳۷٫۳۲۰+     |        |
| ۱۷                                                                     | ۳     | دنیل ریکیاردو  | مک‌لارن-مرسدس              | ۷۲  | ۳۷٫۷۶۴+     |        |
| ۱۸                                                                     | ۶     | نیکلاس لطیفی   | ویلیامز-مرسدس             | ۷۱  | +۱ دور      |        |
| ب.                                                                     | ۷۷    | والتری بوتاس   | آلفارومئو-فراری           | ۵۳  | موتور       |        |
| ب.                                                                     | ۲۲    | یوکی سونودا    | آلفاتاوری-آربی‌پی‌تی        | ۴۳  | دیفرانسیل   |        |
| سریع‌ترین دور: ماکس فرستاپن (ردبول ریسینگ-آربی‌پی‌تی) - ۱:۱۳٫۶۵۲ (دور ۶۲) |       |                |                           |     |             |        |
| منابع:                                                                 |       |                |                           |     |             |        |

یادداشت‌ها
- ^ ۱ – یک امتیاز برای سریع‌ترین دور.[۸]
- ^ ۲ – کارلوس ساینز پنجم شد، اما به دلیل آزادی ناامن پنج ثانیه جریمه دریافت کرد.[۷]
- ^ ۳ – سباستین فتل سیزدهم شد، اما به دلیل نادیده گرفتن پرچم آبی پنج ثانیه جریمه شد.[۷]

## رده‌بندی قهرمانی پس از مسابقه
جدول رده‌بندی قهرمانی رانندگان
| ت. ج  | جایگاه | راننده       | امتیازات |
| ----- | ------ | ------------ | -------- |
|       | ۱      | ماکس فرستاپن | ۳۱۰      |
| ۱     | ۲      | شارل لکلرک   | ۲۰۱      |
| ۱     | ۳      | سرجیو پرز    | ۲۰۱      |
| ۱     | ۴      | جورج راسل    | ۱۸۸      |
| ۱     | ۵      | کارلوس ساینز | ۱۷۵      |
| منبع: |        |              |          |

جدول رده‌بندی قهرمانی سازندگان
| ت. ج  | جایگاه | سازنده                | امتیازات |
| ----- | ------ | --------------------- | -------- |
|       | ۱      | ردبول ریسینگ-آربی‌پی‌تی | ۵۱۱      |
|       | ۲      | فراری                 | ۳۷۶      |
|       | ۳      | مرسدس                 | ۳۴۶      |
|       | ۴      | آلپاین-رنو            | ۱۲۵      |
|       | ۵      | مک‌لارن-مرسدس          | ۱۰۱      |
| منبع: |        |                       |          |

- یادداشت: فقط پنج رده برتر برای هر دو مجموعه رده‌بندی قرار داده شده است.